# الدوري التونسي لكرة اليد 2010–11
الدوري التونسي لكرة اليد 2010-2011 هو الدورة 56 من الدوري التونسي لكرة اليد. شارك فيها 12 فريقا.

فاز بهذا الموسم النجم الرياضي الساحلي، وجاء ثانيا الترجي الرياضي التونسي.

## روابط خارجية
- الموقع الرسمي للجامعة التونسية لكرة اليد.